# Peco (モデル)
peco（ペコ、1995年〈平成7年〉6月30日 - ）は、日本の女性ファッションモデル、タレント。比嘉企画所属。本名：比嘉 哲子（ひが てつこ）、旧姓：奥平（おくひら）。
モデル時代はオクヒラテツコとして活動していたが、2021年11月にpecoに改名する以前もメディアなどは主に愛称のぺこ名義で活動していた。元夫は読者モデル、タレントのryuchellで、離婚後も事実婚状態であったが事務所によると「人生のパートナー」であり事実婚ではないとしていた。

## 生い立ち
1995年（平成7年）6月30日、大阪府堺市で生まれる。建設資材の会社を経営する裕福な家庭で育った。幼少期にクラシックバレエを習っていた。

### 芸能活動
- 2010年7月、ウェルカムTV（テレビ東京）グリコ ジャイアントカプリコ PRガールズオーディションにてPRガールズに選出。
- 2011年4月、高校生の時にNSC女性タレントコースに7期生として入学、吉本で活動（詳細は後述）。
- 2012年4月、吉本発ガールズユニットつぼみに加入。NSC・つぼみ在籍時には同期との漫才コンビさくらんぼとしても活躍。2012年にMBS漫才アワードの2次予選（準決）に進出した経験を持つ[1]。
- 高校卒業後に上京、原宿のアパレルショップでアルバイトを始め[8]、スターレイプロダクションに所属した。

### 読者モデル以降
- つぼみ卒業後は読者モデルに転向、現在の芸名に改名し『Zipper』『HR』などに登場。『天使のつばさ』のイメージガールなどを務める。
- 2014年5月にバイト先で知り合ったりゅうちぇると交際開始[9]。
- 2014年9月17日、peco名義で配信シングル「ぺこ音頭」で歌手デビュー[10]。
- 2015年9月、バラエティ番組『女の体当たりサーチ番組 なぜ?そこ?』（テレビ朝日）にて、番組内の調査で10代女子に特に人気の高かった藤田ニコル、池田美優、吉木千沙都と並んで「カリスマモデル四天王」と紹介される[11]。同年9月に、『行列のできる法律相談所』に恋人のりゅうちぇる（後にryuchellへ改名）を伴って出演すると話題を呼び、以降は2人揃って『ぺこ&りゅうちぇる』としてバラエティ番組の出演が増加した[12]。
- 2016年12月31日、りゅうちぇるとの結婚を発表[13][14]。2017年9月10日、挙式・披露宴を行う[15]。
- 2018年2月3日、第1子妊娠を報告[16]。同年7月11日、男児を出産[17]。
- 2021年9月30日付で夫婦（当時）でスターレイプロダクションを退社[18]。
- 2021年10月1日よりりゅうちぇるが代表取締役を務める個人事務所・比嘉企画に所属[2]。
- 2021年11月10日にryuchellの個人YouTubeチャンネルRYUCHELL WORLDにて、夫婦（当時）でアルファベット表記のpecoへの改名をryuchell経由で発表。改名の理由については、ryuchellと共に所属事務所を退所し、ryuchellが代表取締役を務める個人事務所を立ち上げたからだと説明[3]。
- 2022年8月25日に、ryuchellから「本当の自分のことを言えずにいる苦しさを、毎日1人で抱え込んでしまいました」「父親であることは心の底から誇りに思えるのに、自分で自分を縛りつけてしまっていたせいで、夫であることには、つらさを感じてしまうようになりました」と告白され、夫婦関係から「人生のパートナー」になったと公表[19][9]。翌26日に所属事務所が離婚届を提出していたことを公表、「事実婚というカテゴライズではないが、『新しい家族の形』として同居は続ける」とした[20][21]。
- 2023年7月13日、元夫のryuchellが死亡したことを受け、滞在先のグアムから緊急帰国した[22]。同日夜、Instagramを更新し、「息子に、息子がだいすきなダダのことを伝えるのは、今日まで生きてきた中でいちばん辛い瞬間でした」「まったく現実とは思えませんでした」などと心境を明かした[23]。比嘉企画は今後も継承し、pecoは比嘉企画の所属タレントとして活動する旨を表明している[24]。

## 人物
- 「ぺこ」という愛称は、元々の愛称だった「テコ」を聞き間違えたことからきている[25]。金髪にカラーコンタクトを付けた大きな目と外国の女子学生をイメージしたポップなファッションが特徴。原宿系読者モデルとして活動するぺこは「原宿の神」[7]と称され、ぺこに影響を受けた女性を「ぺこガール」と呼ぶ[6]。
- メイクに興味があり、造詣が深く、YouTubeにて自身のメイク動画を集めた「ぺこちゃんねる」を開設。当時ティーンの間で話題を呼んでいた。独立後はチャンネルが削除されたが、再び自身の27歳の誕生日にあたる2022年6月30日から新チャンネル「Peco Channel」として動画投稿を開始。ジャンル問わず様々な動画を投稿している。
- 2022年8月25日に自身のSNSにて、2016年12月28日[7]に結婚した夫のryuchellから、父親であることは誇りに思えるのに“夫”であることには辛さを感じていたと告白された際に、「正直、墓場まで持っていってほしかったと一瞬たりとも思ったことはないと言えば嘘になります。」「最高の彼氏だったし、最高の旦那さんだった」と心境を吐露した。離婚後は夫婦から「人生のパートナー」として同居は続けた[9][20][21]。

## 受賞歴
2024年
- 第16回ベストマザー賞2024 芸能部門

## 作品

### 配信シングル
| 2014年9月17日                                 | ぺこ音頭 | — | 未収録 |
| "—"はチャート圏外かチャート対象外を意味する。 |          |   |        |

## 出演

### テレビ
- ペケ×ポン（フジテレビ） - 準レギュラー
- 優しい人なら解ける クイズやさしいね（フジテレビ） - 準レギュラー
- 行列のできる法律相談所（日本テレビ） - 不定期出演
- 天才!志村どうぶつ園（日本テレビ） - 準レギュラー
- 会話が続く!リアル旅英語（2024年10月14日 - 28日、2025年4月1日 - 、Eテレ） - 生徒役  [27]
- 夕方ワイド情報番組ぎゅっと（九州朝日放送） - 毎月第1・2水曜「pecoの完ペキじゃないお弁当」担当 [28]

### CM
- IKEA「いい明日は、いい寝心地から。」キャンペーン（2025年）[29]

### 雑誌
- Zipper（祥伝社）
- HR（グラフィティマガジンズ）
- popteen
- たまごクラブ（ベネッセコーポレーション）[30]
- ひよこクラブ（ベネッセコーポレーション）[31]

### 舞台
- トロイメライにさよなら（2014年）

### アニメーション
- 『TOHYO都』（東京都選挙管理委員会企画、AC部制作。2016年5月）[32][33]

### テレビドラマ
- 警視庁・捜査一課長 season2 第1話（2017年4月13日、テレビ朝日） - ペコ 役[34]

### 劇場アニメ
- クレヨンしんちゃん 新婚旅行ハリケーン 〜失われたひろし〜（2019年4月19日） - 本人役[35]